# Лампирис, Георгиос
Георгиос Лампирис (1833, Аргостолион — 13 июля 1889, Афины) — греческий композитор, музыкант и дирижёр.
Родился в Аргостолионе, музыкой начал заниматься и показывать в ней успехи ещё в раннем возрасте. Первоначально учился музыке у своего отца, который хорошо играл на флейте, затем два года провёл на Корфу, где также изучал музыку, а позже стажировался в консерватории в Неаполе. Вернувшись в родной город, в течение нескольких лет дирижировал местным оркестром и преподавал фортепиано и теорию музыки.
В 1867 году переселился из Кефалонии в Афины, где прожил до конца жизни. В 1875 году ему был предложен пост директора Афинской консерватории, от которого он отказался. Был профессором музыки в Арсакейо. Его женой была Анжела, дочь известного поэта-сатирика Андреаса Ласкаротоса. Умер от болезни сердца.
Был награждён Серебряным Орденом Спасителя.